# Kanton Albert
Kanton Albert (fr. Canton d'Albert) je francouzský kanton v departementu Somme v regionu Hauts-de-France. Skládá se z 67 obcí. Před reformou kantonů 2014 ho tvořilo 26 obcí.

## Obce kantonu
od roku 2015:
| - Acheux-en-Amiénois - Albert - Arquèves - Auchonvillers - Authie - Authuille - Aveluy - Bayencourt - Bazentin - Beaucourt-sur-l'Ancre - Beaumont-Hamel - Bécordel-Bécourt - Bertrancourt - Bouzincourt - Bray-sur-Somme - Buire-sur-l'Ancre - Bus-lès-Artois - Cappy - Carnoy - Chuignolles - Coigneux - Colincamps - Contalmaison | - Courcelette - Courcelles-au-Bois - Curlu - Dernancourt - Éclusier-Vaux - Englebelmer - Étinehem - Forceville - Fricourt - Frise - Grandcourt - Harponville - Hédauville - Hérissart - Irles - Laviéville - Léalvillers - Louvencourt - Mailly-Maillet - Mametz - Maricourt - Marieux | - Méaulte - Méricourt-sur-Somme - Mesnil-Martinsart - Millencourt - Miraumont - Montauban-de-Picardie - Morlancourt - La Neuville-lès-Bray - Ovillers-la-Boisselle - Pozières - Puchevillers - Pys - Raincheval - Saint-Léger-lès-Authie - Senlis-le-Sec - Suzanne - Thiepval - Thièvres - Toutencourt - Varennes - Vauchelles-lès-Authie - Ville-sur-Ancre |

před rokem 2015:
- Albert
- Auchonvillers
- Authuille
- Aveluy
- Bazentin
- Beaucourt-sur-l'Ancre
- Beaumont-Hamel
- Bécordel-Bécourt
- Bouzincourt
- Buire-sur-l'Ancre
- Contalmaison
- Courcelette
- Dernancourt
- Fricourt
- Grandcourt
- Irles
- Laviéville
- Mametz
- Méaulte
- Mesnil-Martinsart
- Millencourt
- Miraumont
- Ovillers-la-Boisselle
- Pozières
- Pys
- Thiepval